# Merveille Bokadi
Merveille Bope Bokadi (Kinsasa, Zaire, 21 de mayo de 1996) es un futbolista congolés. Juega de defensa. Es internacional absoluto por la selección de la República Democrática del Congo desde 2016.

## Trayectoria
En 2017 fichó por el Standard de Lieja de la Primera División de Bélgica.
En septiembre de 2019 sufrió una lesión de ligamentos cruzados que lo dejó fuera gran parte de la temporada.

## Selección nacional
Bokadi debutó por la selección de la República Democrática del Congo el 17 de enero de 2016 ante Etiopía por el Campeonato Africano de Naciones de 2016.

### Participaciones en Copas Africanas
| Copa                                    | Sede   | Resultado        |
| --------------------------------------- | ------ | ---------------- |
| Copa Africana de Naciones 2017          | Gabón  | Cuartos de final |
| Copa Africana de Naciones 2019          | Egipto | Octavos de final |
| Campeonato Africano de Naciones de 2016 | Ruanda | Campeón          |

## Estadísticas

### Clubes
Actualizado al último partido disputado el 28 de agosto de 2022.
| TP Mazembe República Democrática del Congo | 1.ª           | 2012          | 1   | 0  | 0 | 0 | 0  | 0 | 1   | 0  |
| TP Mazembe República Democrática del Congo | 1.ª           | 2013          | 14  | 0  | 0 | 0 | 0  | 0 | 14  | 0  |
| TP Mazembe República Democrática del Congo | 1.ª           | 2013-14       | 13  | 0  | 0 | 0 | 0  | 0 | 13  | 0  |
| TP Mazembe República Democrática del Congo | 1.ª           | 2014-15       | 22  | 0  | 0 | 0 | 9  | 0 | 31  | 0  |
| TP Mazembe República Democrática del Congo | 1.ª           | 2015-16       | 34  | 4  | 0 | 0 | 10 | 2 | 44  | 6  |
| TP Mazembe República Democrática del Congo | 1.ª           | 2016-17       | 0   | 0  | 0 | 0 | 0  | 0 | 0   | 0  |
| TP Mazembe República Democrática del Congo | Total club    | Total club    | 84  | 4  | 0 | 0 | 19 | 2 | 103 | 6  |
| Standard de Lieja · Bélgica | 1.ª           | 2016-17       | 2   | 0  | 0 | 0 | 0  | 0 | 2   | 0  |
| Standard de Lieja · Bélgica | 1.ª           | 2017-18       | 8   | 0  | 0 | 0 | 0  | 0 | 8   | 0  |
| Standard de Lieja · Bélgica | 1.ª           | 2018-19       | 13  | 1  | 0 | 0 | 0  | 0 | 13  | 1  |
| Standard de Lieja · Bélgica | 1.ª           | 2019-20       | 6   | 0  | 1 | 0 | 1  | 0 | 8   | 0  |
| Standard de Lieja · Bélgica | 1.ª           | 2020-21       | 31  | 4  | 4 | 1 | 9  | 0 | 44  | 5  |
| Standard de Lieja · Bélgica | 1.ª           | 2021-22       | 19  | 1  | 3 | 1 | 0  | 0 | 22  | 2  |
| Standard de Lieja · Bélgica | 1.ª           | 2022-23       | 5   | 0  | 0 | 0 | 0  | 0 | 5   | 0  |
| Standard de Lieja · Bélgica | Total club    | Total club    | 84  | 6  | 8 | 2 | 10 | 0 | 102 | 8  |
| Total carrera | Total carrera | Total carrera | 168 | 10 | 8 | 2 | 29 | 2 | 205 | 14 |
| (1) Incluye datos de la Copa de Bélgica. (2) Incluye datos de la Liga de Campeones de la CAF, la Copa Mundial de Clubes y la Liga Europa de la UEFA. |               |               |     |    |   |   |    |   |     |    |

### Selección nacional
Actualizado al último partido disputado el 25 de marzo de 2022
| Selección                                    | Temporada | Amistosos | Amistosos | África(1) | África(1) | Mundial | Mundial | Total | Total |
| Selección                                    | Temporada | Part.     | Goles     | Part.     | Goles     | Part.   | Goles   | Part. | Goles |
| -------------------------------------------- | --------- | --------- | --------- | --------- | --------- | ------- | ------- | ----- | ----- |
| RD del Congo República Democrática del Congo | 2016      | 0         | 0         | 10        | 1         | –       | –       | 10    | 1     |
| RD del Congo República Democrática del Congo | 2017      | 1         | 0         | 7         | 0         | –       | –       | 8     | 0     |
| RD del Congo República Democrática del Congo | 2019      | 1         | 0         | 5         | 0         | –       | –       | 6     | 0     |
| RD del Congo República Democrática del Congo | 2020      | 0         | 0         | 1         | 0         | –       | –       | 1     | 0     |
| RD del Congo República Democrática del Congo | 2021      | 0         | 0         | 1         | 0         | –       | –       | 1     | 0     |
| RD del Congo República Democrática del Congo | 2022      | 0         | 0         | 1         | 0         | –       | –       | 1     | 0     |
| Total                                        | Total     | 2         | 0         | 25        | 1         | 0       | 0       | 27    | 1     |

## Palmarés

### Títulos nacionales
| Título          | Club              | País                            | Año     |
| --------------- | ----------------- | ------------------------------- | ------- |
| Linafoot        | TP Mazembe        | República Democrática del Congo | 2015-16 |
| Linafoot        | TP Mazembe        | República Democrática del Congo | 2013-14 |
| Linafoot        | TP Mazembe        | República Democrática del Congo | 2013    |
| Linafoot        | TP Mazembe        | República Democrática del Congo | 2012    |
| Copa de Bélgica | Standard de Lieja | Bélgica                         | 2017-18 |

### Títulos internacionales
| Título                          | Equipo                                                    | Sede   | Año  |
| ------------------------------- | --------------------------------------------------------- | ------ | ---- |
| Campeonato Africano de Naciones | Selección de fútbol de la República Democrática del Congo | Ruanda | 2016 |
| Liga de Campeones de la CAF     | TP Mazembe                                                | CAF    | 2015 |
| Copa Confederación de la CAF    | TP Mazembe                                                | CAF    | 2016 |
| Supercopa de la CAF             | TP Mazembe                                                | CAF    | 2016 |